# مزهر
مزهر هي إحدى القرى اللبنانية من قرى قضاء المتن في محافظة جبل لبنان.
فيس بوك